# Nowa Brzeźnica

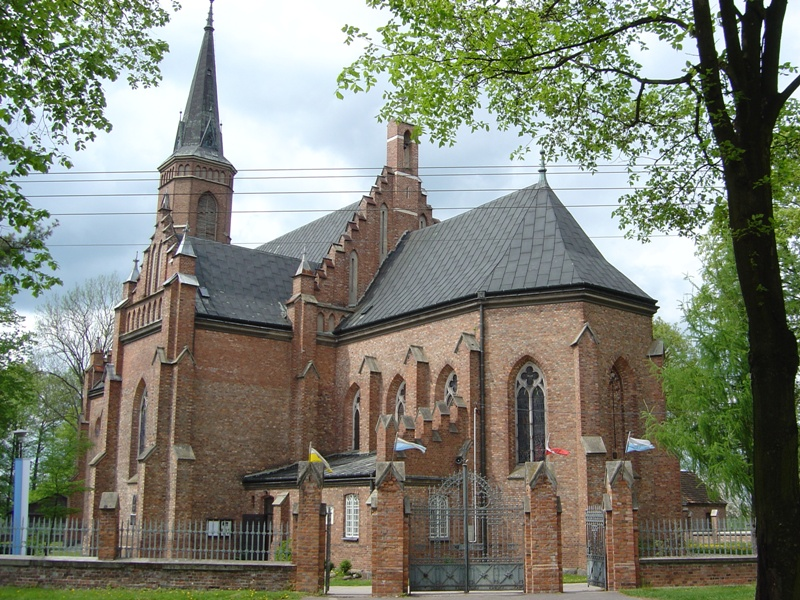
Kościół św. Jana Chrzciciela

Nowa Brzeźnica – wieś w Polsce położona w województwie łódzkim, w powiecie pajęczańskim, w gminie Nowa Brzeźnica, nad Pisią. Siedziba gminy Nowa Brzeźnica. Dawniej miasto; uzyskała lokację miejską w 1287 roku, zdegradowana w 1870 roku. W końcu XVI wieku jako miasto królewskie położone było w tenucie brzeźnickiej w powiecie radomszczańskim województwa sieradzkiego. W 1827 roku jako miasto rządowe Królestwa Kongresowego, położone było w powiecie radomskim, obwodzie piotrkowskim województwa kaliskiego. W latach 1975–1998 miejscowość administracyjnie należała do województwa częstochowskiego.

## Historia
W 1265 Leszek Czarny zezwolił zasadźcom Marcinowi i Przybysławowi na wykarczowanie 42 łanów brzeziny pod nową osadę obok starszej na trakcie handlowym z Rusi na Śląsk. W 1287 osada uzyskała prawa miejskie jako miasto królewskie przeniesione ze Starej Brzeźnicy. Według kronikarza Janka z Czarnkowa król Kazimierz Wielki polecił zbudować w Brzeźnicy murowany zamek, który znajdował się pomiędzy przykościelnym cmentarzem a rzeką.
Na przełomie XIV i XV w. Nowa Brzeźnica przeżywała krótkotrwały rozkwit gospodarczy. W 1417 r. król Władysław Jagiełło ufundował tu murowany kościół parafialny, którego relikt (w postaci gotyckiej dzwonnicy) można odnaleźć do dziś w bryle obecnej świątyni. W 1459 r. miasteczko wystawiło 15 zbrojnych na wojnę pruską. Zachowana spora lista zwolnień z opłat celnych świadczy, że mieszkańcy w dużym stopniu zajmowali się handlem. W 1564 r. było tu 4 rzeźników, 9 szewców, 9 piekarek, 2 karczmy i 2 młyny. Miasto miało przywilej na 4 jarmarki. W 1563 r. podatek zapłaciło 32 rzemieślników. W pierwszej połowie XVII wieku miasto ucierpiało od epidemii i klęski głodowej, która w ciągu jednego roku spowodowała śmierć 90 mieszkańców. We wrześniu 1665 r., tuż przed klęską swych wojsk podczas starcia z rokoszaninem Jerzym Lubomirskim, w Nowej Brzeźnicy przebywał król Jan Kazimierz. W 1717 r. Sejm Rzeczypospolitej przekazał tutejsze starostwo niegrodowe klasztorowi ojców Paulinów z Częstochowy. Dochody z dóbr przeznaczano na pokrycie kosztów utrzymania twierdzy na Jasnej Górze.
Rozwój miasteczka zahamowały w XVII i w pocz. XVIII w. liczne pożary, epidemie oraz przemarsze wrogich wojsk. Pożar w 1727 r. pochłonął 70 domów, następny w 1790 r. strawił większą część zabudowań miejskich. Ostatecznie w 1868 r., pod pretekstem udziału mieszkańców w powstaniach 1830-31 i 1863-64 Nowa Brzeźnica, podobnie jak wiele innych miasteczek ziemi łódzkiej, utraciła prawa miejskie i do dzisiaj pozostaje wsią.
W 1904 r. przy rynku zbudowano kościół neogotycki, a w jego mury wkomponowano wieżę z dawnego kościoła. W 500. rocznicę śmierci Jana Długosza wmurowano na kościele pamiątkową tablicę. Do drugiej wojny światowej znaczny odsetek mieszkańców stanowili Żydzi (w 1921 r. 406 osób – 21%).
We wrześniu 1939 r. dowódca Wołyńskiej Brygady Kawalerii płk dypl. Julian Filipowicz po bitwie pod Mokrą wyznaczył Brzeźnicę na miejsce koncentracji swoich oddziałów.
W 1939 r. Niemcy wcielili miejscowość w granice Rzeszy, a jej nazwę zmieniono potem na Berntal. W 1942 r. brzeźniccy Żydzi wywiezieni zostali do getta w Pajęcznie, a następnie wymordowani. Wojska radzieckie zajęły Nową Brzeźnicę wieczorem 18 stycznia 1945 r.
Na cmentarzu (przy drodze do Łasku) znajdują się groby 12 ułanów wymienionych z nazwiska i 14 nieznanych oraz dwa duże groby żołnierskie z I wojny światowej.
18 maja 1987 roku podczas uroczyści 700 lecia istnienia przed budynkiem Urzędu Gminy odsłonięto pomnik z popiersiem Jana Długosza.

## Zabytki
- Kościół św. Jana Chrzciciela z lat 1902–1908 roku przy ul. Zamkowej 1, w stylu neogotyckim, polichromia z 1930 roku, w 1945 roku kościół został uszkodzony, w 1980 roku wymieniono pokrycie dachu z dachówki ceramicznej na blachę[9]

- Dzwonnica kościelna z przełomu XV/XVI wieku, przebudowana w 1908 r.
- Plebania kościelna z 1884 roku w stylu neoklasycystycznym, wyremontowana w 1975 roku[10]
- Kapliczka św. Jana Nepomucena
- Zamczysko – miejsce po zamku, o którym pierwsza wiadomość pojawia się w źródłach z roku 1535 jako "castrum". W lustracji z lat 1564–1565 odnotowano już tylko istnienie drewnianego dworu na kopcu. W latach 1628-32 był wymieniony jako zamek. Potem w tym miejscu wznoszono tylko kolejne drewniane dwory, będące siedzibą starostów. Po zamku nie zachowały się żadne ślady, przypuszczalnie wznosił się między kościołem i rzeką..

## Gospodarka
Na terenie Nowej Brzeźnicy znajduje się jeden z sześciu w Polsce Terminali Gazu Płynnego należący do Orlen Gaz. Ponadto działa tu również Gminna Spółdzielnia „Samopomoc Chłopska”, tartak, trzy zakłady kamieniarskie, dwie hurtownie budowlane, dwie apteki, piekarnia, 4 markety spożywcze (m.in. Dino, Lewiatan).

## Transport
Przez miejscowość przebiega:
- droga krajowa nr 42 relacji Kluczbork – Działoszyn – Pajęczno – Nowa Brzeźnica – Radomsko – Starachowice
- droga wojewódzka nr 483 relacji Łask – Nowa Brzeźnica – Częstochowa

- linia kolejowa nr 146 (Częstochowa) Wyczerpy – Chorzew Siemkowice na której znajduje się stacja kolejowa Brzeźnica nad Wartą.

## Edukacja
W Nowej Brzeźnicy działa: Zespół Szkolno-Przedszkolny.

## Religia
- Dekanat Brzeźnica nad Wartą
  - Parafia św. Jana Chrzciciela w Nowej Brzeźnicy
  - Kościół św. Jana Chrzciciela w Nowej Brzeźnicy
- Synagoga w Nowej Brzeźnicy

## Związani z miejscowością
- Leszek Czarny – książę sieradzki, założyciel Nowej Brzeźnicy

### Urodzeni w Nowej Brzeźnicy
- Jan Długosz – polski kronikarz, historyk oraz dyplomata.
- Juliusz Łuciuk – polski kompozytor.

### Starostowie brzeźniccy
- Jan Długosz z Niedzielska
- Adam Kurozwęcki
- Andrzej Męciński
- Wojciech Kazimierz Męciński
- Aleksander Płaza
- Jan Spytek Tarnowski

## Zabytki
- neogotycki kościół pw. św. Jana Chrzciciela (w miejscu gotyckiego ufundowanego w 1417 r. przez króla Władysława Jagiełłę, z zachowaną w bryle gotycką dzwonnicą)
- Plebania z 1884,
- Cmentarz grzebalny z początku XIX wieku
- miejsce po zamku (przed 1535) i późniejszych dworach starostów,
- pomnik Jana Długosza przed Urzędem Gminy (1987).